# Azbest
Azbést je skupno ime šestih naravnih silikatnih mineralov, ki se uporabljajo v komercialne namene zaradi svojih fizikalnih lastnosti. Skupno jim je, da gre za naravna mineralna vlakna, ki so odporna na lužila, kisline in visoko temperaturo. Zaradi teh lastnosti so ga v preteklosti v veliki meri uporabljali v industriji in gradbeništvu. Dolgotrajno vdihavanje azbestnih vlaken lahko povzroči hude bolezni, vključno z malignim pljučnim rakom, mezoteliomom (prej redka oblika raka, močno povezana z izpostavljenostjo amfibolnem azbestu) in azbestozo (vrsta pnevmokonioze). Dolga izpostavljenost visokim koncentracijam azbestnih vlaken povzroči zdravstvene težave, ki so najbolj pogoste med rudarji azbesta, saj imajo najdaljšo izpostavljenost do njih. Evropska unija je prepovedala vsakršno uporabo azbesta in njegovo pridobivanje, proizvodnjo ter predelavo azbestnih izdelkov.
Azbest je postal zelo priljubljen med proizvajalci in gradbeniki konec 19. stoletja zaradi svoje absorpcije zvoka, povprečne natezne trdnosti, negorljivosti, odpornosti na toploto, električne in kemijske poškodbe ter cenovne dostopnosti. Uporabljali so ga za izolacijo parnih cevi, turbin, kotlov, žgalnih peči, pečic itd. Kadar se azbest uporablja za odpornost proti ognju ali toploti, se vlakna pogosto mešajo s cementom (kar rezultira v vlaknatem cementu) ali pa vtkejo v tkanino ali preproge.
Azbestno rudarstvo se je začelo pred več kot 4000 leti, vendar je postalo obsežno šele konec 19. stoletja. Svetovni vrhunec je doseglo okoli leta 1975, ko se je azbest izkopaval v približno 25 državah, danes pa je obseg izkopavanja več kot polovico manjši. Dolgo časa je bil največji svetovni rudnik azbesta Jeffrey Mine v mestu Asbestos, Quebec.

## Vrste azbesta
Agencija Združenih držav [Amerike] za varstvo okolja opredeljuje šest mineralov kot »azbest«, delijo pa se v dve skupini: v serpentine in amfibole. V prvo spada krizotil, v drugo pa krokidolit, tremolit, antofilit in aktinolit. Obstaja pomembna razlika med serpentini in amfiboli azbestnih vlaken zaradi razlik v njihovi kemijski sestavi in stopnji njihove nevarnosti za zdravje, če se vdihavajo. Vendar pa so azbest in vse komercialne oblike azbesta (vključno s krizotilnim azbestom) rakotvorne snovi.

### Serpentini
Serpentini predstavljajo skupino magnezijevo-železovih plastnatih silikatov ali filosilikatov. Za serpentine so značilna dolga, zvita in na koncih skodrana vlakna. V to skupino sodi krizotil (beli azbest), ki predstavlja preko 90% vsega komercialno uporabljenega azbesta. Krizotilna vlakna so votle elastične, lahko tudi skodrane cevke, ki so združene v sklade. Njihova dolžina je običajno manjša od 5μm, zanje pa je značilno tudi to, da se vzdolžno zelo lahko cepijo. Posedajo se hitreje kot amfibolna vlakna, ki ostanejo v zraku (lebdijo) dlje časa.

### Amfiboli
Amfiboli spadajo v skupino nitastih silikatov, pri katerih se osnovni gradniki (SiO44-) tetraedri povezujejo v dvojne niti. Zato amfiboli običajno nastopajo v obliki ravnih in lomljivih paličic ali vlaken. V komercialni uporabi so bili krokidolit (modri azbest), amozit (rjavi azbest) in antofilit. Ostali amfiboli, aktinolit in predvsem tremolit, so pogosto v manjših količinah primešani ostalim vrstam azbesta. Amfibolna vlakna so trdna in ravna ter imajo večji premer kot krizotilna. Zaradi svoje oblike in trdne strukture ostajajo v človeškem telesu še več desetletij po vdihavanju in zato veljajo za nevarnejša kot krizotilna vlakna. Najbolj problematična so namreč tista azbestna vlakna, katerih dolžina je večja od 5 μm in premer manjši od 3 μm, razmerje med dolžino in premerom pa večje od 3:1.

## Države, ki izkopavajo azbest
V letu 2009 je bilo po vsem svetu izkopanih 2 milijona ton azbesta. Rusija je največja proizvajalka na svetu s približno 50-odstotnim deležem, sledijo Kitajska (14%), Brazilija (12,5%), Kazahstan (10,5%) in Kanada (9%).

## Posebni izdelki

### Serpentini
Serpentin minerali imajo večplastno strukturo. Krizotil je edini azbestni mineral v skupini serpentinov. V Združenih državah Amerike je bil krizotil najpogosteje uporabljena vrsta azbesta. Ocenjuje se, da  krizotil predstavlja približno 95% vsega azbesta, uporabljenega v stavbah v Združenih državah Amerike. Krizotil je pogosto prisoten v različnih izdelkih in materialih, vključno z:
- Mavčne plošče
- Filtri plinskih mask pred letom 1960
- Vinilne talne ploščice, lepila
- Katrani v krovstvu, klobučevina, skodle
- Akustični stropi
- Ognjevarna zaščita
- Katran
- Tesnila
- Zavorne ploščice
- Sklopke
- Odrske zavese
- Požarne odeje
- Ognjevarna obleka za gasilce
- Toplotna izolacija cevi
- Filtri za odstranjevanje trdnih delcev iz kemikalij in tekočin
- Peči na olje, premog, drva
- Protipožarna vrata in vratca peči in dimnikov z azbestno izolacijo
- Stene in tla okoli peči, zaščitene z azbestnimi ploščami ali lepenko
- Grelci za vodo z azbestno izolacijo
- Cevi za vročo vodo in paro v starejših hišah, obložene z azbestom ali ovite z azbestno tkanino
- Tesnila na ceveh, radiatorjih, plinskih gorilnikih
- Starejši gospodinjski pripomočki (ognjevarne rokavice, nekateri sušilci za lase, podloge za likanje)
- Azbestne plošče na lesenih stropih, med štedilnikom in drugimi kuhinjskimi elementi, za radiatorji
- Termoakumulacijske peči
- Azbest-cementne cevi

V Evropski uniji in Avstraliji so ga pred kratkim prepovedali kot potencialno nevarnost za zdravje in se ne uporablja več. Japonska se premika v isti smeri, vendar počasneje. Odkritje, da je več sto delavcev umrlo na Japonskem v zadnjih nekaj desetletjih zaradi bolezni, povezanih z azbestom, je sprožilo škandal sredi leta 2005.

### Amfiboli
Pet vrst azbesta se nahaja v amfibolni skupini: amozit, krokidolit, antofilit, tremolit in aktinolit. Amozit, drugi najverjetnejši tip azbesta, ki se nahaja v stavbah, je poznan kot "rjavi" azbest.
Amozit in krokidolit sta bila uporabljana v številnih proizvodih do zgodnjih 1980-ih. Uporaba vseh vrst azbesta iz amfibolne skupine je bila prepovedana v večjem delu zahodnega sveta sredi 1980-ih, na Japonskem pa leta 1995. Ti izdelki so bili v glavnem:
- Izolacijske plošče nizke gostote (pogosto imenovane kot AIB ali azbestne izolacijske plošče) in stropne plošče
- Azbestno-cementne plošče in cevi za gradbeništvo, ohišja za vodno in električne / telekomunikacijske naprave
- Toplotna in kemična izolacija (npr. protipožarna vrata in tesnila).

## Zdravstvene težave
Za vse vrste azbestnih vlaken je znano, da povzročajo resne nevarnosti za zdravje pri ljudeh. Medtem ko je splošno sprejeto, da sta amozit in krokidolit najbolj nevarni vrsti azbestnih vlaken, krizotilni azbest povzroča tumorje pri živalih in je prepoznan kot vzrok za azbestozo in maligni mezoteliom pri človeku. Mezoteliom so opazovali pri ljudeh, ki so bili poklicno izpostavljeni krizotilu, pri družinskih članih tistih, ki so bili poklicno izpostavljeni, in prebivalcih, ki so živeli v bližini tovarn in rudnikov azbesta. V skladu s pojasnili ameriškega onkološkega inštituta »je zgodovina izpostavljenosti azbestu pri delu prisotna pri približno 70 odstotkov do 80 odstotkov vseh primerov  mezotelioma.  So bili pa ugotovljeni primeri  mezotelioma tudi pri nekaterih posameznikih brez kakršne koli znane izpostavljenosti azbestu«. Najpogostejše bolezni, povezane s kronično izpostavljenostjo azbestu, so: azbestoza in plevralne nepravilnosti (mezoteliom, pljučni rak). Azbestoza se pojavlja predvsem pri delavcih, ki so bili poklicno izpostavljeni azbestu, in ocenjuje se, da je potrebna dolgoročna izpostavljenost in visoka koncentracija za razvoj kliničnih znakov bolezni. Obdobje latence (inkubacijska doba za kužno bolezen, preden se pojavijo simptomi) je dolgo približno 12 do 20 let. Raziskave so pokazale tudi povečano tveganje za pljučnega raka med kadilci, ki so izpostavljeni azbestu, v primerjavi z nekadilci. Izpostavljenosti azbestu postane zdravstveni problem, ko se visoke koncentracije azbestnih vlaken vdihavajo v daljšem časovnem obdobju. Ljudje, ki zbolijo od vdihavanja azbesta, so pogosto tisti, ki so jim izpostavljeni dan za dnem v službi, kjer so delali neposredno z materialom, ki vsebuje azbest. Ko se izpostavljenost osebe azbestnim vlaknom poveča, se zaradi izpostavljenosti višjim koncentracijam vlaken in / ali izpostavljenosti daljši čas tveganje osebe za razvoj bolezni povečuje. Zelo majhna je verjetnost, da bi se bolezen razvila iz enkratne izpostavljenosti na visoki ravni izpostavljenosti oziroma izpostavljenosti nižji ravni azbesta v krajšem obdobju.

## Mehanizmi, ki bi lahko sprožili razvoj raka
Stanton in Layard sta v letih 1977-1978 postavila hipotezo, da se toksičnost vlaknatih materialov ne začne s kemičnimi učinki, temveč sproži učinke azbesta verjetno fizična reakcija, kot so (A) mehanske poškodbe ali (B) neželeni signalni kanali, ki lahko ovirajo normalno celično aktivnost, predvsem mitoze.
- (A) Mehanske poškodbe. Obstajajo eksperimentalni dokazi, da se zelo majhna vlakna (manjši od 60 nm, <0,06 μm v širino) destruktivno zapletajo s kromosomi (ki so primerljivi glede velikosti). To verjetno povzroča motnje mitoze, kot se pojavljajo pri raku .
- (B) Neželeni signalni kanali. To je bilo pred kratkim raziskano teoretično, ne pa še eksperimentalno. Teorija pravi, da je ta učinek možen le pri azbestnih vlaknih, ki merijo > 100 nm v širino (oziroma > 150 nm v primeru krizotila). Iz teorije izhaja, da bi morali biti na preži za morebitno mešanico različnih mehanizmov za različna območja premera vlaken.

Ena priljubljena ideja vzročne verige je (1) azbestna vlakna →  (3) vnetje → (4) druga patologija. Medtem ko bi to lahko bilo res, ne pojasni kaj je »(2), dejanski sprožilec«: »Kaj je fizikalna lastnost azbesta, ki sproži takšno vnetje?« (Konec koncev vnetje navadno razumemo kot posledico kemičnih procesov: imunoloških in / ali bakterijskih). Tako je lahko vnetje (in / ali oksidacije) lahko del vzročne verige, ne pa tudi bistveni prvi korak.